# Сергієнко Марія Юхимівна
Марі́я Юхи́мівна Сергіє́нко (9 грудня 1891, Новозибков, Чернігівська губернія, Російська імперія — 28 жовтня 1987, Ленінград, РРФСР, СРСР) — радянська філолог, історик-антикознавець, доктор історичних наук (1943), професор (1948).

## Біографія
Народилася в сім'ї чиновника в Новозибкові Чернігівської губернії, її мати походила з дворянського роду Криницьких. Дитинство провела в маєтку діда. Закінчила Чернігівську міністерську гімназію.
1910 року приїхала до Петербурга. Вступила на історико-філологічний факультет Вищих жіночих курсів, де вивчала класичну та загальну історію. Брала участь у семінарах М. І. Ростовцева та Т. Ф. Зелінського, ученицею яких себе вважала. Державні іспити склала з відділення класичної філології (1916). Під час навчання почала викладати латину в гімназії Л. Таганцевої та гімназії кн. Оболенської.
Викладала в жіночих гімназіях, Саратовському університеті.
У 1929 році, після розгрому наукових кадрів у Саратовському університеті, повернулася до Ленінграда, де працювала в Державній публічній бібліотеці та 1-му Ленінградському медичному інституті (спочатку викладала, потім завідувала кафедрою латинської мови).
Була однією з авторів латинсько-російського ботанічного словника, створеного Всеросійським інститутом рослинництва з ініціативи М. І. Вавилова.
Працювала в Державній публічній бібліотеці (1931—1934) та в Інституті історії науки і техніки АН СРСР (з 1932).
Під час блокади Ленінграда перебувала в обложеному місті. Написала пізніше спогади про блокаду. З 1941 по 1945 р. займалася перекладом «Сповіді» Аврелія Августина. Вперше «Сповідь» у перекладі М. Сергієнко видана у збірнику «Богословські праці» № 19, 1978 р. Надалі неодноразово перевидавалася (у 1992, 2003 та пізніше).
У 1943 році захистила докторську дисертацію на тему римского сільського господарства. У 1948 році отримала вчене звання професора.
У 1945—1974 роках працювала в Ленінградському відділенні Інституту історії АН СРСР.
З 1948 року викладала у Ленінградському державному університеті імені А. А. Жданова на кафедрі класичної філології.
Померла 28 жовтня 1987 року в Ленінграді, похована в Естонії, на цвинтарі Пюхтицького Успенського жіночого монастиря.

## Праці
Наукова спадщина М. Сергієнко включає понад 100 робіт, багато з яких існують лише у вигляді рукописів. Серед опублікованих робіт можна назвати:
- Перша елегія Тибулла (До питання про її композицію)
- З історії італійського городництва
- Нарис розвитку римської агрономії
- Колумелла та Варрон як тваринники
- Предтечі прикладної ботаніки в античному світі
- Добриво хлібних полів у Стародавній Італії
- Два типи сільських господарств Італії I ст. н. е.
- Колумбарій Статілієв Тавров // Вісник давньої історії. 1964. № 4

### Книги
- Помпеи. М. — Л., 1949;
- Очерки по сельскому хозяйству древней Италии, М. — Л..: Изд-во АН СССР, 1958;
- Жизнь древнего Рима: очерки быта. М. — Л.: Наука, 1964 (2-е изд. СПб., 2002)
- Простые люди древней Италии М.: Наука, 1964;
- Сергеенко М. Е. Ремесленники Древнего Рима: Очерки / Академия наук СССР. Ленинградское отделение Института истории. — Л. : Наука. Ленингр. отд-ние, 1968. — 164 с. — 3200 прим.

### Переклади
- Арріан «Похід Олександра» (1962)
- Аврелій Августин. Сповідь Блаженного Августина, єпископа Гіппонського. Переклад та примітки М. Ю. Сергієнко. М.: Renaissance, 1991.
- Марк Теренций Варрон, Сельское хозяйство / Пер. М. Е. Сергеенко. М.-Л.: Издательство АН СССР. 1963. — 220 стр.
- Євсевій Памфіл «Церковна історія» (1982-1986)[4]
- «Листи св. Кіпріана»
- Климент Александрійський «Педагог» (уривки)
- Катон Старший «Землеробство» (1950)
- Пліній Молодший «Листи» (совм. з А. Доватуром)
- Тертуліан «Про покаяння»
- Тіт Лівій «Історія Риму» (3-я декада)
- Феофраст «Дослідження про рослини» (1951)

## Нагороди
- Медаль «За оборону Ленінграда»
- Медаль «За доблесну працю у Великій Вітчизняній війні 1941—1945 рр.»